# Highland (Utah)
Highland è un comune degli Stati Uniti d'America, nella contea di Utah nello Stato dello Utah.